# Giuseppe Asioli
Pour les articles homonymes, voir Asioli.
Giuseppe Asioli, né le 24 août 1783 à Corrège, et mort dans la même ville le 10 janvier 1845, est un graveur sur cuivre néoclassique italien du XVIIIe et XIXe siècles. Il est le père du peintre Luigi Asioli et son épouse Enrichetta est la fille du graveur renommé Francesco Rosaspina.

## Biographie
Giuseppe Asioli a été professeur de gravure à l'Académie Atestina des Beaux-Arts (it), à Modène.